# Park Lilli Wenedy w Krakowie
Park Lilli Wenedy – park miejski w Krakowie, znajdujący się w Dzielnicy XII Bieżanów-Prokocim, między Starym Prokocimiem a Osiedlem Nowy Prokocim. Park położony jest pomiędzy zabudową jednorodzinną ulic ks. Piotra Ściegiennego i Bieżanowskiej (na zachodzie i północy) i blokami przy ulicach Konrada Wallenroda i Lilli Wenedy (na południu i wschodzie). Cały obszar otoczony jest skarpami, z których najniższe, łagodne skarpy występują od strony wschodniej, od strony północnej skarpy mają do 2 m wysokości, a od zachodniej do 7 m. Powierzchnia parku wynosi 9,32 ha.

## Historia
Park jest położony na obszarze Prokocimia, historycznej części Po Zawsie i w sąsiedztwie Imiołek – na dawnych wschodnich, niezamieszkałych terenach wsi, przy granicy z Bieżanowem. Znajdowały się tu pola uprawne, pastwiska i podmokłe łąki. W czasach II wojny światowej, jeszcze przed atakiem na ZSRR w 1941 roku, okupanci hitlerowscy przystąpili do rozbudowy kolejowej stacji towarowej w Prokocimiu, która zmieniła się w dużą stację rozrządową, zajmującą teren od stacji Kraków Płaszów do stacji Kraków Bieżanów. Na terenie Prokocimia wybudowano dwa obozy pracy przymusowej, tzw. „Baudienstu”. Do przewożenia ziemi do budowy nasypów kolejowych zbudowano dwie wąskotorowe kolejki. Kolejka o prześwicie 800 mm prowadziła od stacji Prokocim, w okolice cmentarza w Prokocimiu, wzdłuż ulicy Bieżanowskiej (dawniej Piłsudskiego) do pól uprawnych, skąd wybierano ziemię. Druga kolejka, o prześwicie 600 mm, prowadziła od stacji Prokocim wzdłuż ulicy Morawiańskiego, przy rynku skręcała na wschód i przebiegała wzdłuż obecnej ulicy Nad Potokiem, przecinając ulicę Ściegiennego (dawniej Głowackiego), kończąc bieg w polach. Obie kolejki spotykały się w obszarze dużego wyrobiska ziemi za stacją towarową Prokocim. W czasie eksploatacji wyrobiska pracowały nieprzerwanie pompy i przesiąkająca woda była stale odprowadzana rurociągiem do Wisły. W 1945 roku Niemcy, wycofując się, zatrzymali stacje pomp, więc szybko woda zalała całe wyrobisko. Powstały w ten sposób zbiornik wodny nazwano Bagry (z języka niemieckiego Bagger – koparka). Po wyrobisku wzdłuż obecnej ulicy Bieżanowskiej pozostał podmokły, bagnisty teren, który z czasem zarastał drzewami charakterystycznymi dla takiego siedliska, nazywany Małymi Bagrami, a później Lasem Prokocimskim.
W 1958 roku zapadła decyzja o budowie nowych osiedli mieszkaniowych na obszarze Krakowa, w tym osiedla w Prokocimiu. Na przełomie lat 60. i 70. XX wieku rozpoczęła się intensywna budowa osiedla Nowy Prokocim. Najprawdopodobniej wskutek budowy nowych budynków mieszkalnych na tym osiedlu, woda nie zalała całego terenu Lasu Prokocimskiego w takim zakresie jak w przypadku Bagrów, gdyż obniżeniu uległ poziom wód gruntowych, a wody opadowe zostały odprowadzone do miejskiej sieci kanalizacyjnej. W Lesie Prokocimskim utrzymywały się jednak stałe, płytkie i małe oczka wodne, stawy i rozlewiska przez cały rok. Były one siedliskiem m.in. żab jak i innych zwierząt. Las był popularnym miejscem spacerów wśród mieszkańców Prokocimia. Zajmował on powierzchnię około 16 ha, z czego 65% terenu było pokryte drzewostanem, a 35% stanowiły śródleśne, podmokłe łąki i polany. Skład gatunkowy lasu zmieniał się na przestrzeni lat. Żyzny las świeży zmieniał się w las wilgotny a następnie w las łęgowy. Las tworzyły drzewostany wyłącznie liściaste. W większej części tego kompleksu leśnego, głównie północnej, składał się on z gatunków właściwych dla lasu łęgowego, takich jak: topola biała, topola czarna, olsza, wierzba biała, wierzba krucha, brzoza i w niewielkiej ilości dąb, robinia i jesion. Zadrzewienie miało charakter naturalny, będący wynikiem samosiewu. W części południowej, na lekko nachylonym zboczu i skarpach o wystawie północnej, zmieniały się warunki siedliskowe, głównie z uwagi na coraz niższy poziom wód gruntowych. Rosły tu w przeważającej części dęby, brzozy, topole osiki, wierzby iwy i w niewielkiej ilości robinie. Na obrzeżach lasu spotkać można było grupy drzew owocowych – pozostałości dawnych sadów. Stan sanitarny drzewostanów nie był dobry. Zawierał duże ilości posuszu, obłamanych konarów i dziuplastych drzew z owocnikami grzybów patologicznych. Taki stan rzeczy wynikał z tego, iż Las Prokocimski nie był objęty planową gospodarką leśną i nadzorem leśnym, gdyż nie zaliczono go do klasy „grunty leśne” w ewidencji gruntów. Jednak silne zwarcie wysoko osadzonych koron, typowych dla lasów, powodowało, że pokrój większości drzew był prawidłowy. Pozbawiony opieki las pozostawał zaniedbany i zaśmiecony.
Plany urządzenia parku miejskiego w Lesie Prokocimskim były ujęte już w koncepcji budowy osiedla Nowy Prokocim w latach 60. Nie zostały one zrealizowane w ramach zadania inwestycyjnego z przyczyn finansowych. Krakowska Spółdzielnia Mieszkaniowa, która administrowała osiedlem, także nie dysponowała funduszami na taką inwestycję, wychodząc z założenia, że do takich realizacji zobowiązane są władze miejskie. Dopiero 24 czerwca 1992 roku Rada Dzielnicy XII, podjęła uchwałę Nr IV/16/921 o utworzeniu trzech parków: Lilli Wenedy, Aleksandry i Facimiech. Była to najprawdopodobniej jedna z pierwszych uchwał w sprawie utworzenia parków w Krakowie. Za sprawą starań Wydziału Ochrony Środowiska Urzędu Miasta Krakowa, na mocy uchwały Rady Miasta Krakowa Nr XI/122/95 z dnia 18 stycznia 1995 roku, Las Prokocimski uzyskał status parku i nazwę: Miejski Park Publiczny im. Lilli Wenedy. O przystąpieniu do realizacji parku zadecydowało jego położenie wśród zabudowy wielorodzinnej i fakt, że w okolicy nie znajdowały się żadne miejsca przeznaczone do wypoczynku na świeżym powietrzu.
W 1996 roku opracowano inwentaryzację zieleni, na zlecenie ZGK nr 2, przez zespół autorski z Biura Rozwoju Miasta w składzie: mgr inż. arch. Maria Chomik-Wolak i mgr inż. ogrodnictwa Teresa Półtorak. W 1998 roku ta sama Spółka opracowała projekt budowlano-wykonawczy dla inwestycji „Miejski Park Publiczny im. Lilli Wenedy”. Głównym projektantem założenia była mgr inż. arch. Maria Chomik-Wolak, a autorem układu i kształtowania zieleni – mgr inż. ogrodnik Elżbieta Barańska. Park miał być realizowany w trzech etapach. W I etapie planowano urządzenie tzw. części zielonej i zbudowanie na użytek publiczny studni głębinowych z pokładów trzeciorzędowych, które jednak nie powstały. W II etapie miały zostać zbudowane baseny: kryty i otwarty oraz restauracja. W III etapie przewidziano realizację klubu hipicznego, kawiarni, lodowiska-rolkowiska, boisk sportowych, placu zabaw dla dzieci i klubu tenisowego. Realizacja I etapu była niezależna od realizacji etapów kolejnych, ponieważ dawała scalony, funkcjonalny układ przestrzenny i umożliwiała urządzenie w przyszłości spójnego założenia parkowego, powiązanego z programem obiektów sportowych oraz różnych form rekreacji, kultury i gastronomii. W założeniu cały park miał obejmować powierzchnię 14 ha.
Przy zakładaniu parku zachowując w jak największym możliwym stopniu istniejący już drzewostan oraz ukształtowanie terenu, wyodrębniono trzy strefy – części parku. Część południowa stanowi nasłonecznioną łąkę, ograniczoną od południa skarpą wzdłuż ulicy Konrada Wallenroda. W tym miejscu w następnych etapach planowano budowę obu pływalni oraz obiektów gastronomiczno-usługowych. Część środkowa stanowi obszar leśny, wzbogacony o roślinność ozdobną i zimozieloną. W tej części wytyczono dwie główne aleje spacerowe, przecinające się na ukwieconym rondzie. Pozostałe ścieżki poprowadzono w sposób naturalny, najczęściej po szlakach już istniejących. Przy budowie infrastruktury spacerowej w całym parku uwzględniono wymogi użytkowników niepełnosprawnych. W części północnej, najniżej położonej, charakteryzującej się wysokim poziomem wód gruntowych, utworzono system pięciu stawów o swobodnym kształcie i łącznej powierzchni 4130 m², z roślinnością wodną, z mostkiem i balustradą. Stawy zostały wyłożone ażurowymi płytami betonowymi. W miejscach okresowych cieków wodnych zastosowano również betonowe korytka. Łącznie nasadzono w całym parku około 650 drzew i krzewów, liściastych oraz iglastych, ozdobnych w różnych porach roku, zróżnicowanych pod względem pokroju i kolorystyki. Wykonano oświetlenie, ustawiono ławki, zbudowano schody oraz dwa parkingi. Organizowanie parku rozpoczęto w 1998 roku od prac przygotowawczych i porządkowych. Drzewostan był w znacznym stopniu zaniedbany, wiele drzew było martwych. W poszyciu występowała roślinność o charakterze leśnym, wiele drzew miało suche konary, na ziemi leżało dużo połamanych gałęzi i śmieci. Zwarty, gęsto podszyty drzewostan wywoływał wrażenie ciasnoty i zamknięcia, a ograniczenie widoczności u wielu użytkowników wzbudzało niepokój i lęk. Z ogrodniczego punktu widzenia 60% roślinności nie nadawało się do wykorzystania w ramach budowy i kształtowania przyszłego parku. Do usunięcia przeznaczono 610 drzew, pozostawiając najbardziej wartościowe okazy, które utworzyły zrąb parku. Pojawiały się jednak obawy, iż budowa Parku Lilli Wenedy spowoduje nieodwracalne zniszczenie lasu i zakłóci naturalną równowagę wodną. Budowa parku kosztowała 2 miliony złotych. Wykonawcą wyłonionym do tego zadania w drodze przetargu był ZGK 2 Sp. z.o.o. Uroczystość otwarcia parku miała miejsce 2 października 1999 roku.
W 2017 roku udostępniono w Parku Lilli Wenedy nowy plac zabaw.

## Flora i fauna
Zgodnie z koncepcją parku i wytycznymi architektonicznymi, w bardzo niewielkim zakresie zmieniono kompozycję zieleni średniej i wyższej, dostosowując projekt do istniejącego już zadrzewienia. Przy doborze materiału roślinnego kierowano się istniejącymi warunkami gruntowo-wodnymi dla gleb podmokłych i wilgotnych. Przewidziano zmniejszenie się wilgotności gleby po zbudowaniu stawów i kanałów odwadniających i wprowadzenie gatunków z siedlisk pokrewnych. Zieleń podzielono na trzy grupy: zieleń rodzimą, zieleń nowo założoną i zieleń regularną. 
- Zieleń rodzima, stanowi zwarte zadrzewienia o charakterze leśnym, które zajmują środkową część parku. Najpowszechniejszymi gatunkami drzew są tu olsza, wierzba, topola, brzoza, klon, jesion i robinia. Do tej grupy należy również roślinność leśna, fragmentu pozostawionego w stanie naturalnym, niezmienionym, w południowo-środkowej części parku, od strony ulicy Lilli Wenedy. Na pofałdowanym terenie, pod okapem głównego drzewostanu, dolne piętro tworzą graby, czeremchy i klony, a w gęstym podszycie występują gatunki takie jak: kruszyna, dereń, kalina i bez czarny. W kierunku południowym drzewostan parku ulega stopniowemu przerzedzeniu i występują większe polany. W tej części występuje więcej dębów, robinii, brzóz i topól.
- Zieleń nowo założona, występuje w północnej części parku oraz wokół ronda, ścieżek spacerowych i stawów. Tworzą ją trzy rodzaje kwietników: bylinowa roślinność stanowisk przybrzeżnych i roślinność wodna, o nieregularnych zarysach i ogólnej powierzchni 468 m². Rodzaje i gatunki roślin występujące na kwietnikach bylinowych to: kosaćce, krokusy, tawułki, narcyzy, tulipany, orliki, pierwiosnki, goździki, fiołki, zawilce, dzwonki, sasanki, floksy, parzydła leśne, ostrożenie, szałwie i astry. Rośliny na okresowo zalewanych stanowiskach wilgotnych to: niezapominajka błotna, tojeść rozesłana, pierwiosnek omączony, knieć błotna i wiele gatunków i odmian kosaćców. Roślinność wodną tworzą: łączeń baldaszkowy, rdestnica pływająca, żabiściek, przęstka pospolita, pałka, jeżogłówka gałęzista i trzcina pospolita. Rośliny te wymagają sadzenia na różnych głębokościach stawu – od głębokości 0,2 m w półkach przybrzeżnych do 3 m na głębinach.
- Zieleń regularna, wprowadzona głównie w części południowej (górnej) i części północnej (dolnej), koło stawów oraz w okolicach parkingów. Są to w przeważającej części drzewa i krzewy iglaste: modrzew europejski, sosna zwyczajna, sosna czarna, daglezja zielona i jałowiec syberyjski. Posadzono również ozdobne krzewy liściaste: róża, forsycja, berberys, dereń biały, kalina koralowa, bez koralowy oraz przy parkingach – żywopłoty z buka[1].

W parku gniazduje wiele ptaków: dzięcioły, w tym m.in. dzięcioł zielony, kwiczoły, drozdy, szpaki, sikorki, kosy, sroki, kawki, kaczki krzyżówki, gołębie grzywacze, sójki, kukułki, gawrony i zięby. Najwięcej ptaków, również śpiewających (nawet słowiki), ze względu na dobre warunki gniazdowania spotkać można w środkowej i południowo-środkowej części parku, pozostawionej w stanie naturalnym o charakterze leśnym. Na obszarze parku występują również wiewiórki, jeże, traszka zwyczajna, traszka grzebieniasta, żaba moczarowa, żaba trawna, żaba wodna, żaba jeziorkowa, ropucha szara, kumak nizinny oraz grzebiuszka ziemna. Znaczną grupę zwierząt żyjących w parku stanowią owady. Wyginęły natomiast obecne tu wcześniej motyle, będące pod ochroną: miecznik strażnik i miecznik tęczowy.

## Galeria

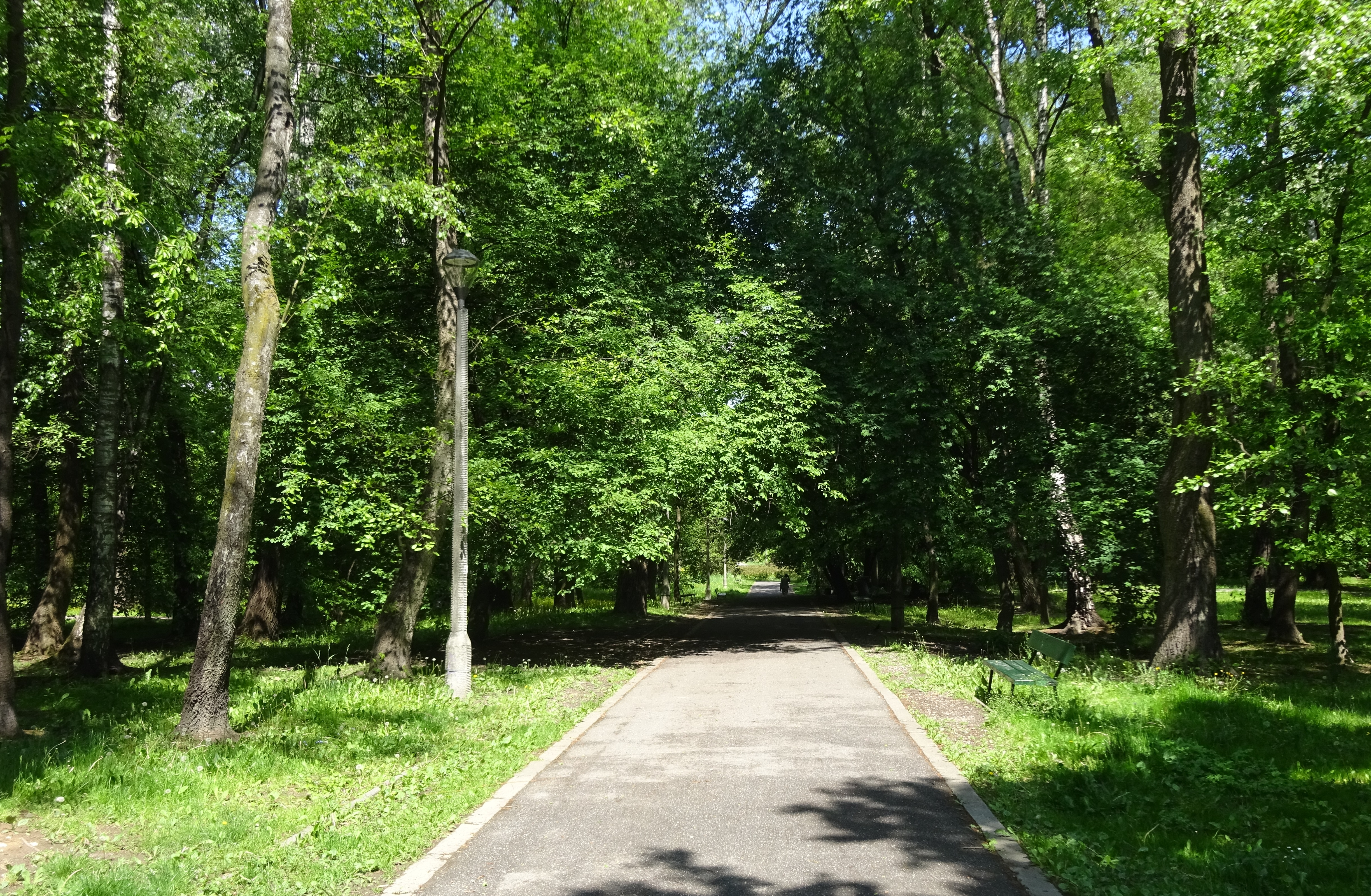
Ogólny widok środkowej, leśnej części parku na północ
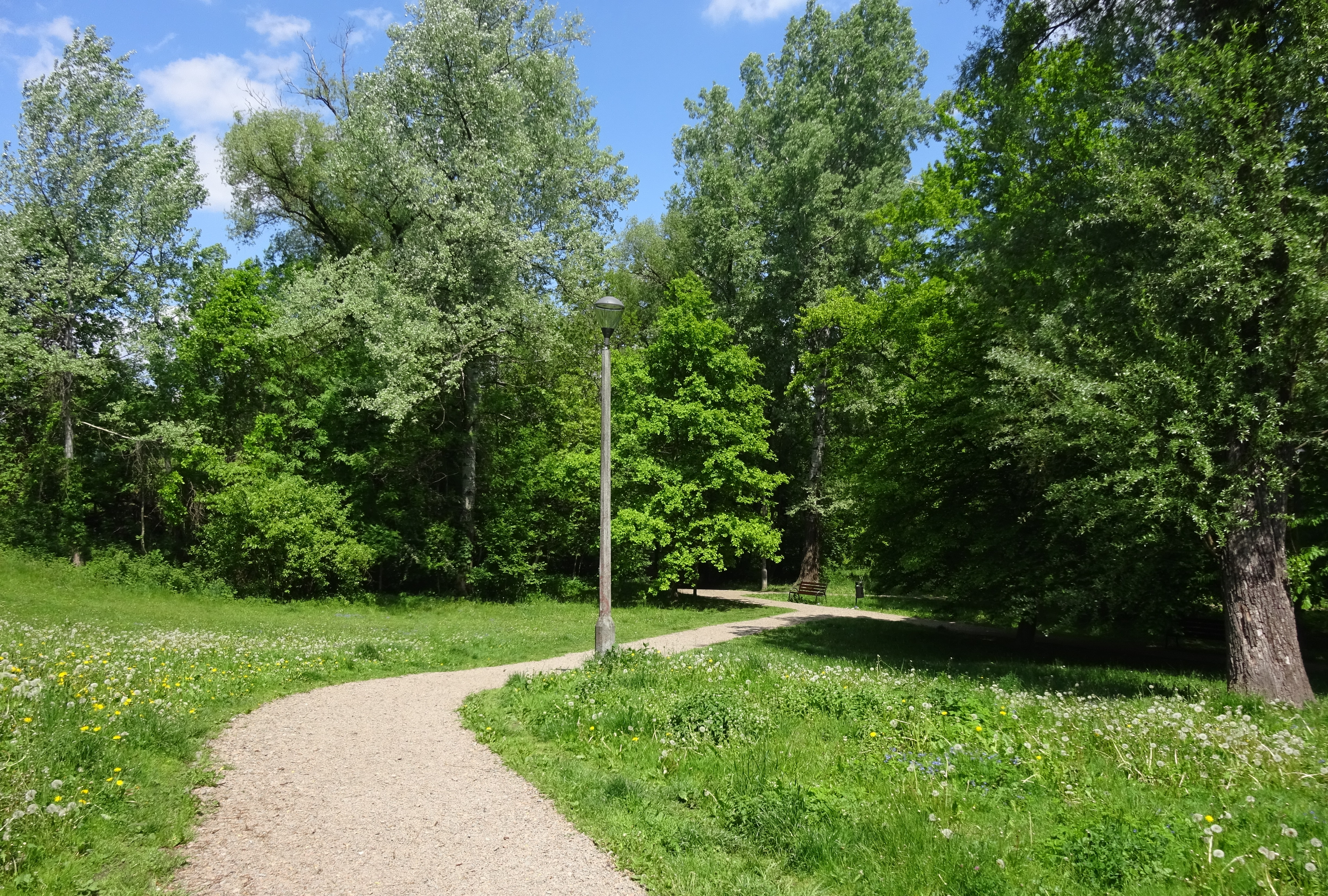
Ogólny widok południowo-zachodniej części parku na północ
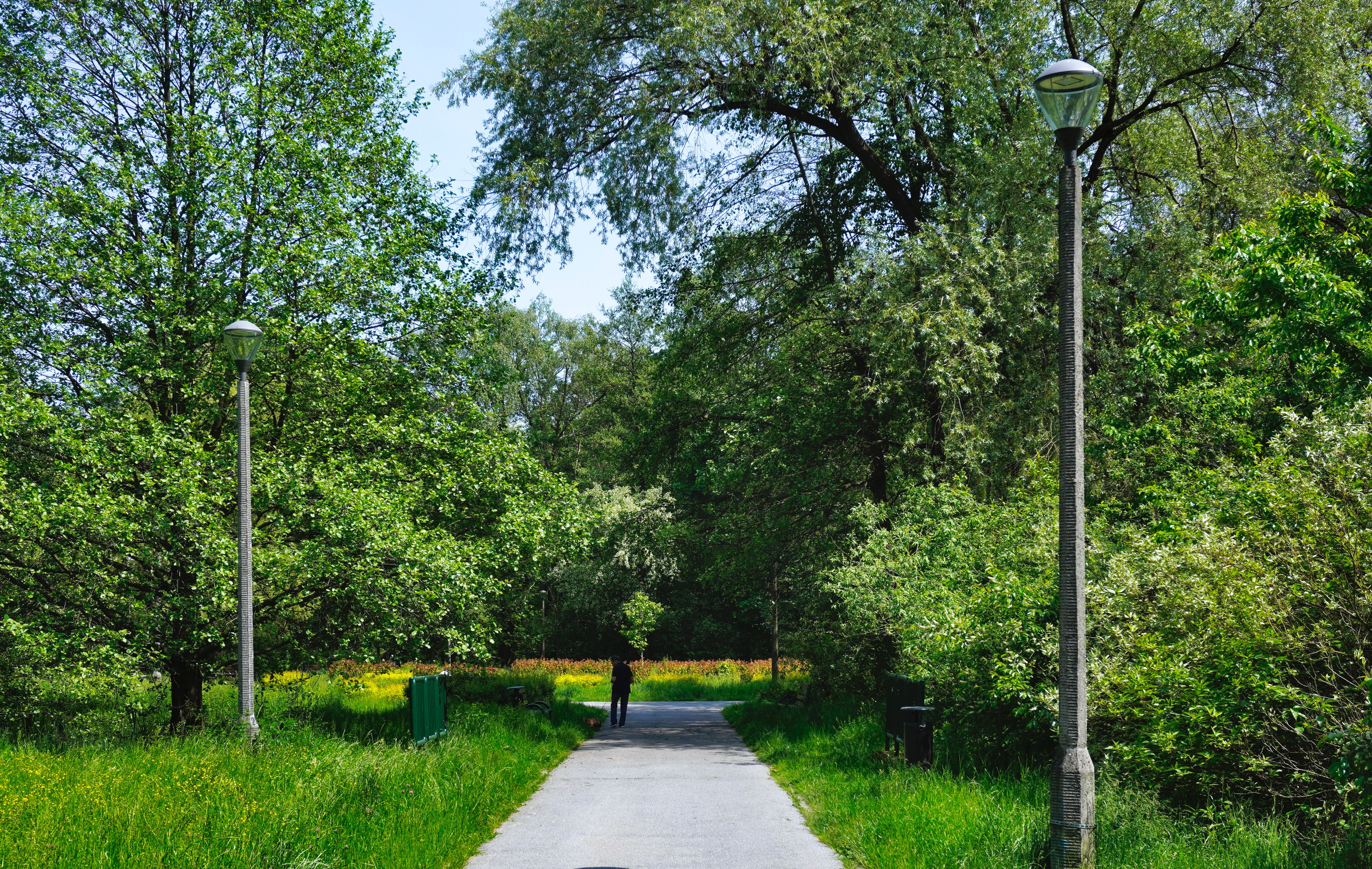
Ogólny widok od zachodu
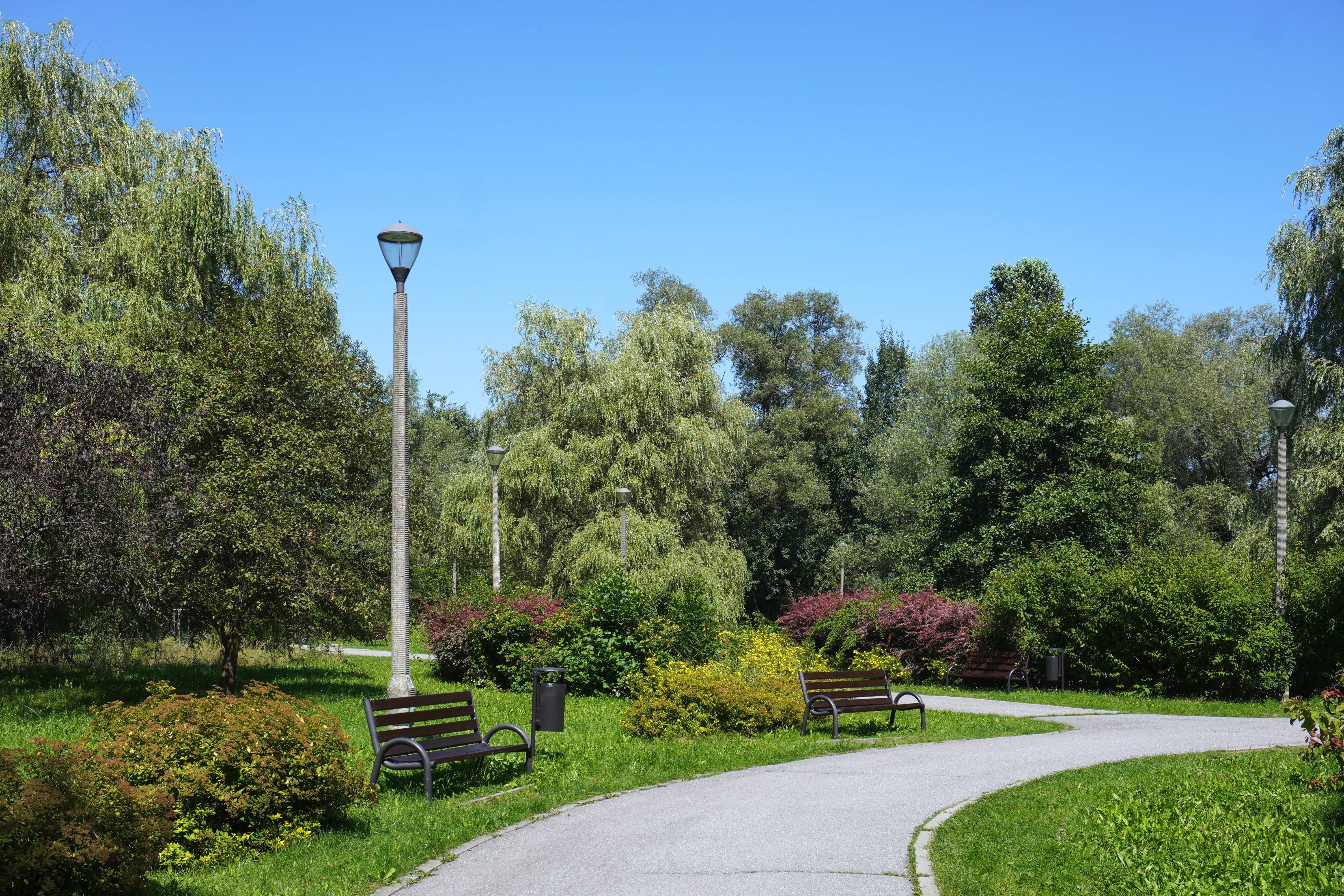
Ogólny widok centralnej części parku na północ
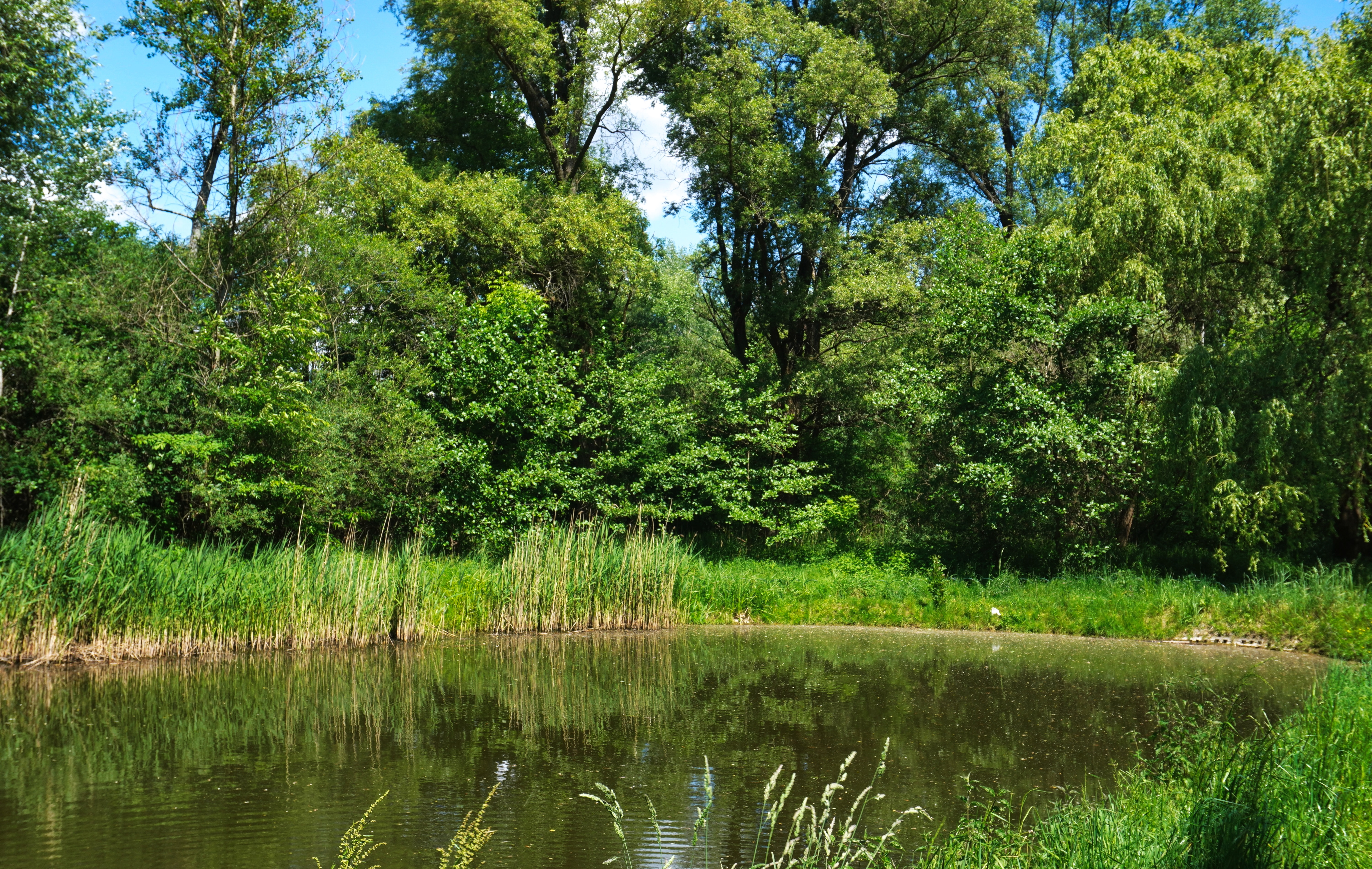
Jeden ze stawów w parku